# آمامی اوشیما
آمامی اوشیما (به ژاپنی: 奄美大島 Amami Ōshima) یکی از جزایر ساتسونان است که بین کیوشو و استان اوکیناوا قرار گرفته است.